# 김민규 (유도 선수)
김민규(金旼奎, 1982년 5월 14일 ~ )는 대한민국의 남자 유도 선수이다.
그는 2005년 세계 유도 선수권 대회에 참가했지만 5위에 머물렀다.